# De kwanten
Tom Poes en de kwanten of kortweg De kwanten is het 80ste verhaal uit de Bommelsaga, geschreven en getekend door Marten Toonder. Het verhaal verscheen voor het eerst op 7 mei 1958 en liep tot 8 juli 1958. Het thema van het verhaal is: alleen of samen op vakantie?

## Samenvatting
Terwijl Heer Bommel en Tom Poes samen een avondwandeling maken, vertelt Heer Bommel dat hij graag eens op vakantie naar een verre, goede plek zou willen.
Dan verschijnt er op Bommelstein een vreemd, zwijgend en wit figuurtje. Ook is er opeens een bushalte naar Goesting. Om middernacht komt er ook een bus aanrijden, bestuurd door voornoemd figuur. Heer Bommel mag in deze bus mee naar Goesting, maar Tom Poes wordt geweigerd omdat hij te veel op Heer Bommel wil passen. Goesting blijkt een plaats te zijn waar alles gebeurt zoals je dat wenst. Heer Bommel is hier enige tijd heel gelukkig, maar als Tom Poes en  de ambtenaar Dorknoper er ook weten te komen, ontstaan er spanningen. Uiteindelijk lost Tom Poes alle problemen op, door te wensen dat Goesting niet langer bestaat. 
Het verdwijnen van Goesting blijft niet zonder gevolgen. Rommeldam kampt enige tijd met een grote stroomstoring, en als gevolg van een wervelstorm is er op de weg richting Goesting een nieuw meer ontstaan waar eerst nog een zandwoestijn lag. De journalist Argus wil hierover verslag doen.

## Achtergronden
- Een bekend citaat uit dit verhaal is: "Men moet niet gehinderd worden door de goesting van anderen, want dat geeft trammelant en tierelier!"
- Het woord kwanten (voor de plaatselijke bewoners van Goesting) is hier dubbelzinnig gebruikt. In de kwantumtheorie (althans in de breed aangehangen Kopenhaagse interpretatie van Niels Bohr en Werner Heisenberg) variëren natuurkundige grootheden stapsgewijs (met één kwantum tegelijk) en is er geen onafhankelijke werkelijkheid.

## Hoorspel
- De kwanten in het Bommelhoorspel